# Cultura Șulaveri-Șomu
Cultura Șulaveri-Șomu (în georgiană: შულავერი-შომუთეფეს კულტურა) este o cultură neolitică de pe teritoriile Georgiei de astăzi, Azerbaidjanului și ale Ținuturilor Muntoase ale Armeniei. Cultura datează din mileniul al VI-lea î.e.n. spre începutul mileniului al V-lea î.e.n. și se crede că ar fi una dintre cele mai vechi culturi neolitice.